# Magnus Österby
Magnus Österby, född 26 april 1978 i Äppelbo, Dalarnas län, är en svensk före detta professionell ishockeyspelare (back). Hans moderklubb är Vansbro AIK.